# Cuspidaria
Cuspidaria is een geslacht van tweekleppigen uit de familie van de Cuspidariidae.

## Soorten
- Cuspidaria abyssopacifica Okutani, 1975
- Cuspidaria altenai Knudsen, 2005
- Cuspidaria angasi (E. A. Smith, 1885)
- Cuspidaria annandalei Preston, 1915
- Cuspidaria apodema Dall, 1916
- Cuspidaria approximata E. A. Smith, 1896
- Cuspidaria arcoida Okutani & Kawamura, 2002
- Cuspidaria arctica (Sars, 1859)
- Cuspidaria arcuata (Dall, 1881)
- Cuspidaria ascoldica Scarlato, 1972
- Cuspidaria azorica (E. A. Smith, 1885)
- Cuspidaria barnardi Knudsen, 1970
- Cuspidaria bicarinata (Jeffreys, 1882)
- Cuspidaria brachyrhynchus Sturany, 1899
- Cuspidaria buccina F. R. Bernard, 1989
- Cuspidaria capensis (E. A. Smith, 1885)
- Cuspidaria chinensis (Gray in Griffith & Pidgeon, 1833)
- Cuspidaria circinata (Jeffreys, 1876)
- Cuspidaria cochinensis Preston, 1916
- Cuspidaria concentrica Thiele, 1912
- Cuspidaria contracta (Jeffreys, 1882)
- Cuspidaria convexa Pelseneer, 1911
- Cuspidaria corrugata Prashad, 1932
- Cuspidaria cowani F. R. Bernard, 1967
- Cuspidaria cuspidata (Olivi, 1792)
- Cuspidaria delli Knudsen, 1970
- Cuspidaria dissociata Sturany, 1899
- Cuspidaria elegans (Hinds, 1843)
- Cuspidaria elephantina Lan, 2000
- Cuspidaria elliptica Di Geronimo, 1974
- Cuspidaria erma Cotton, 1931
- Cuspidaria exarata Verco, 1908
- Cuspidaria exigua (Jeffreys, 1876)
- Cuspidaria fairchildi Suter, 1908
- Cuspidaria formosa Verrill & Bush, 1898
- Cuspidaria fraterna Verrill & Bush, 1898
- Cuspidaria gigantea Prashad, 1932
- Cuspidaria glacialis (Sars G.O., 1878)
- Cuspidaria gracilis (Jeffreys, 1882)
- Cuspidaria guineensis Knudsen, 1970
- Cuspidaria haasi Knudsen, 1970
- Cuspidaria halei Cotton & Godfrey, 1938
- Cuspidaria hawaiensis Dall, Bartsch & Rehder, 1938
- Cuspidaria hindsiana (A. Adams, 1864)
- Cuspidaria hirasei Kuroda, 1948
- Cuspidaria hyalina (Hinds (ex Sowerby MS), 1843)
- Cuspidaria infelix Thiele, 1912
- Cuspidaria japonica Kuroda, 1948
- Cuspidaria jeffreysi (Dall, 1881)
- Cuspidaria jugosa (S.V. Wood, 1850)
- Cuspidaria kerguelensis (E. A. Smith, 1885)
- Cuspidaria krylovae Allen, 2011
- Cuspidaria kurodai Okutani, 1975
- Cuspidaria kyushuensis Okutani, 1962
- Cuspidaria lamellosa (Sars G.O., 1878)
- Cuspidaria latesulcata (Tenison-Woods, 1878)
- Cuspidaria lubangensis Poutiers, 1981
- Cuspidaria luymesi Knudsen, 2005
- Cuspidaria macrorhynchus E. A. Smith, 1895
- Cuspidaria maxima Dautzenberg & H. Fischer, 1897
- Cuspidaria media Verrill & Bush, 1898
- Cuspidaria meridionalis (E. A. Smith, 1885)
- Cuspidaria meteoris Krylova, 2006
- Cuspidaria microrhina Dall, 1886
- Cuspidaria minima (Egorova, 1993)
- Cuspidaria mitis Prashad, 1932
- Cuspidaria monosteira Dall, 1890
- Cuspidaria morelandi Dell, 1956
- Cuspidaria morganae Allen, 2011
- Cuspidaria morioria Dell, 1956
- Cuspidaria morrisae Poutiers & Bernard, 1995
- Cuspidaria multicostata Egorova, 1993
- Cuspidaria nasuta (A. Adams, 1864)
- Cuspidaria natalensis Knudsen, 1970
- Cuspidaria nobilis (A. Adams, 1864)
- Cuspidaria obesa (Lovén, 1846)
- Cuspidaria obtusirostris Okutani, 1962
- Cuspidaria occidua Cotton, 1931
- Cuspidaria okezoko Okutani, 1985
- Cuspidaria optima G.B. Sowerby III, 1904
- Cuspidaria panamensis Dall, 1908
- Cuspidaria papyria (Jeffreys, 1876)
- Cuspidaria parapodema F. R. Bernard, 1969
- Cuspidaria parkeri Knudsen, 1970
- Cuspidaria parva Verrill & Bush, 1898
- Cuspidaria patagonica (E. A. Smith, 1885)
- Cuspidaria pellucida (Stimpson, 1853)
- Cuspidaria platensis (E. A. Smith, 1885)
- Cuspidaria potti Sturany, 1901
- Cuspidaria prolatissima Poutiers, 1981
- Cuspidaria rosea (Hinds, 1843)
- Cuspidaria rostrata (Spengler, 1793)
- Cuspidaria sadoensis Okutani & Ito, 1983
- Cuspidaria semirostrata Locard, 1898
- Cuspidaria smirnovi Egorova, 1998
- Cuspidaria solidula Prashad, 1932
- Cuspidaria steindachneri Sturany, 1899
- Cuspidaria subtorta (Sars G.O., 1878)
- Cuspidaria suganumai Nomura, 1940
- Cuspidaria sulcifera (Jeffreys, 1880)
- Cuspidaria surinamensis Van Regteren Altena, 1971
- Cuspidaria tamandua Absalão & Oliveira, 2011
- Cuspidaria tenella E. A. Smith, 1907
- Cuspidaria teres (Jeffreys, 1882)
- Cuspidaria tomlini Prashad, 1932
- Cuspidaria trailli (Hutton, 1873)
- Cuspidaria trigona (Hinds, 1843)
- Cuspidaria trosaetes Dall, 1925
- Cuspidaria truncata Hedley, 1905
- Cuspidaria tuhua Dell, 1962
- Cuspidaria turgida Verrill & Bush, 1898
- Cuspidaria undata (Verrill, 1884)
- Cuspidaria variola F. R. Bernard, 1979
- Cuspidaria ventricosa Verrill & Bush, 1898
- Cuspidaria wapixana Absalão & Oliveira, 2011
- Cuspidaria willetti Fleming, 1948
- Cuspidaria wollastonii (E. A. Smith, 1885)